# Dietfurt an der Altmühl
Dietfurt an der Altmühl er en by i Landkreis Neumarkt in der Oberpfalz i Oberpfalz i den tyske delstat Bayern.
Dietfurt ligger ved Main-Donau-Kanalen i Naturpark Altmühltal.

## Historie
Dietfurt an der Altmühl blev grundlagt i middelalderen.